# Monte Cerignone

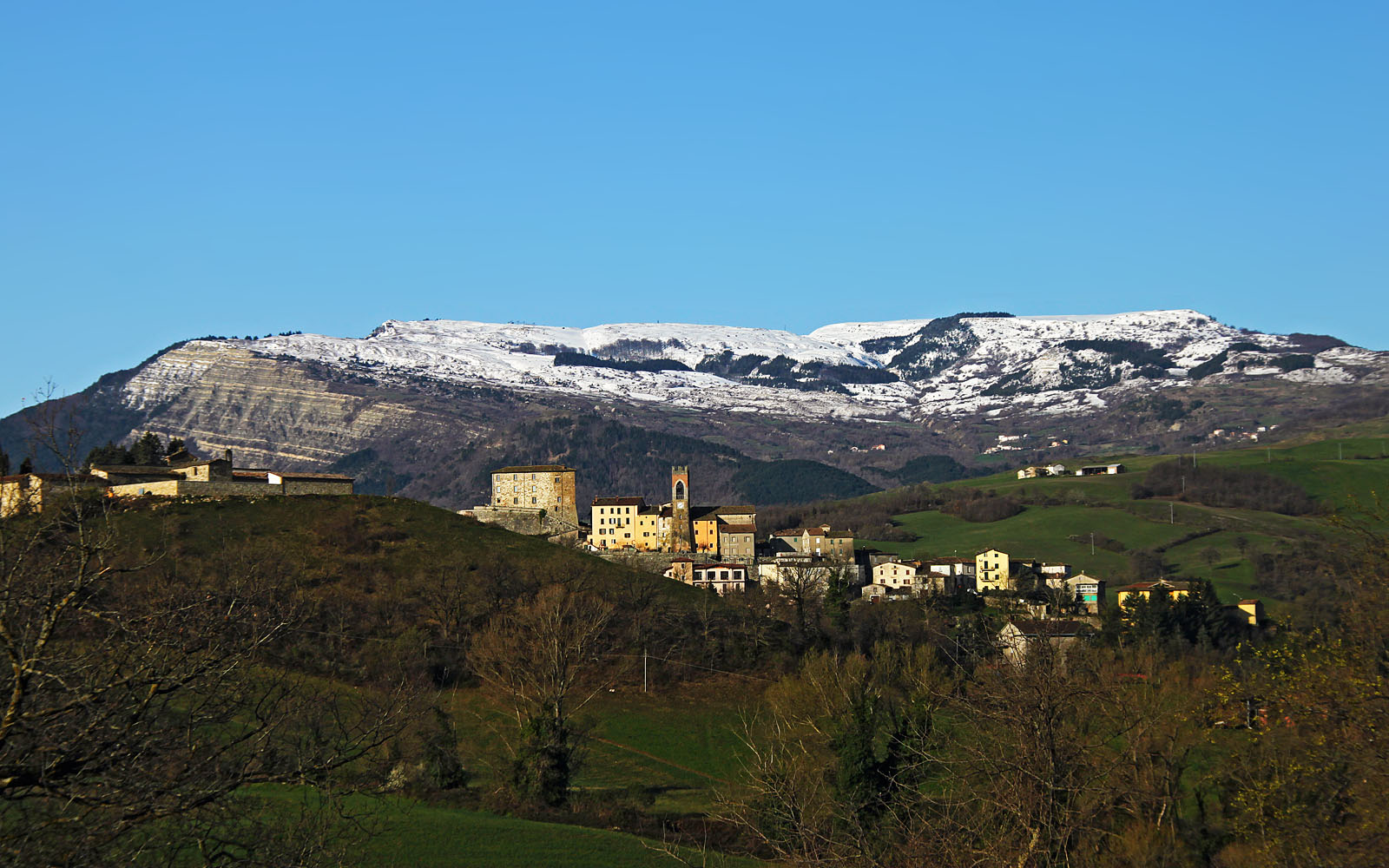
Monte Cerignone e Monte Carpegna

Monte Cerignone ( Monzerignòn in romagnolo o Mont Cerignón in dialetto gallo-piceno) è un comune italiano di 577 abitanti della provincia di Pesaro e Urbino nelle Marche, ma appartenente al territorio della Romagna storica. Fa anche parte della regione del Montefeltro.

## Geografia fisica
Il territorio comunale include un'exclave, identificabile nella frazione di Valle di Teva, compresa tra i comuni di Macerata Feltria, Mercatino Conca, Sassocorvaro Auditore e l'exclave di Tavoleto.

## Origini del nome
Il nome deriva dal latino Mons Ceregnus o Mons Cigunus, citato da Polibio e Strabone. Non è certa l'origine di tale nominativo, secondo alcuni deriverebbe dalla dea Cerere Ionia, a cui pare fosse dedicato un tempio che sorgeva nell'area; secondo altri invece deriverebbe dalla presenza di piante di cirri nel sito.

## Storia
Il borgo è citato nel 962 come possesso di Ulderico di Carpegna. Dai Montefeltro venne fortificato nel sec. XII. Sebbene abbia subito alcune brevi dominazioni (tra cui i Malatesta nel sec. XV), rimase possesso dei signori di Urbino, e seguì le vicende storiche di questo ducato.

### Simboli
Lo stemma e il gonfalone sono stati concessi con DPR del 30 marzo 1984.
Il gonfalone è un drappo troncato di giallo e di azzurro.

## Monumenti e luoghi d'interesse

### Architetture civili e militari
Rocca feltresca
Fu eretta nel XII secolo e ristrutturata nel 1478 con l'intervento dell'architetto senese Francesco di Giorgio Martini per volere del duca Federico III da Montefeltro.
Palazzo Begni
Si tratta di un edificio rinascimentale ai piedi della rocca.

### Architetture religiose
Chiesa parrocchiale di San Biagio
Vi si conserva un'opera di Bartolomeo Vivarini, raffigurante un Ecce Homo. La chiesa è ad aula unica ristrutturata nel XIX secolo.
Chiesa di Santa Caterina
Risale al XVIII secolo ed ospita una cappella dell'Ordine di Malta.
Oratorio della Beata Vergine del Perpetuo Soccorso
Risale al XVII secolo.
Santuario di Santa Maria in Reclauso
È situato su un colle vicino al borgo ma sull'altra sponda del Conca. Eretto sui resti di un tempio dedicato a Giunone. Vi si conservano le reliquie del Beato Domenico Spadafora, che eresse il santuario con annesso convento, da lui guidato fino alla morte. Il santuario sorse dove prima vi era una cappella con un'immagine della Vergine ritenuta miracolosa.

## Società

### Evoluzione demografica
Abitanti censiti

### Etnie e minoranze straniere
Secondo i dati ISTAT al 1º gennaio 2023 la popolazione straniera residente era di 75 persone e rappresentava il 12,4% della popolazione residente. Le comunità straniere più numerose erano:
1. Bulgaria, 32 (42,67%)
2. Romania, 17 (22,67%)

## Cultura

### Eventi
Tutti gli anni, nel secondo fine settimana di luglio, hanno luogo le Giornate Medioevali, con giochi, piatti tipici della tradizione, bancarelle, spettacoli di ogni tipo (dal volo dei falchi ai mangia fuoco) e il "Palio dell'Uovo". Nel 2019 si è celebrata la XX edizione.

## Economia
Nel comune ha la propria sede principale l'azienda Caffè Pascucci Torrefazione, sin dal 1883.

## Amministrazione
| Periodo        | Periodo        | Primo cittadino         | Partito                                                       | Carica  | Note   |
| -------------- | -------------- | ----------------------- | ------------------------------------------------------------- | ------- | ------ |
| 28 giugno 1985 | 25 maggio 1990 | Giovanni Lazzarini      | Partito Comunista Italiano                                    | Sindaco | [ 13 ] |
| 25 maggio 1990 | 24 aprile 1995 | Michele Maiani          | Partito Comunista Italiano Partito Democratico della Sinistra | Sindaco | [ 13 ] |
| 24 aprile 1995 | 14 giugno 1999 | Michele Maiani          | Partito Democratico della Sinistra                            | Sindaco | [ 13 ] |
| 14 giugno 1999 | 13 giugno 2004 | Michele Maiani          | Centro-sinistra                                               | Sindaco | [ 13 ] |
| 13 giugno 2004 | 8 giugno 2009  | Davide Giorgio Giorgini | Insieme per Montecerignone (Centro-sinistra)                  | Sindaco | [ 13 ] |
| 8 giugno 2009  | 26 maggio 2014 | Davide Giorgio Giorgini | Insieme per Montecerignone (Centro-sinistra)                  | Sindaco | [ 13 ] |
| 26 maggio 2014 | 27 maggio 2019 | Carlo Chiarabini        | Insieme per Montecerignone                                    | Sindaco | [ 13 ] |
| 27 maggio 2019 | 10 giugno 2024 | Carlo Chiarabini        | Insieme per Montecerignone                                    | Sindaco | [ 14 ] |
| 10 giugno 2024 | in carica      | Davide Giorgio Giorgini | Insieme per Montecerignone                                    | Sindaco | [ 13 ] |

### Gemellaggi

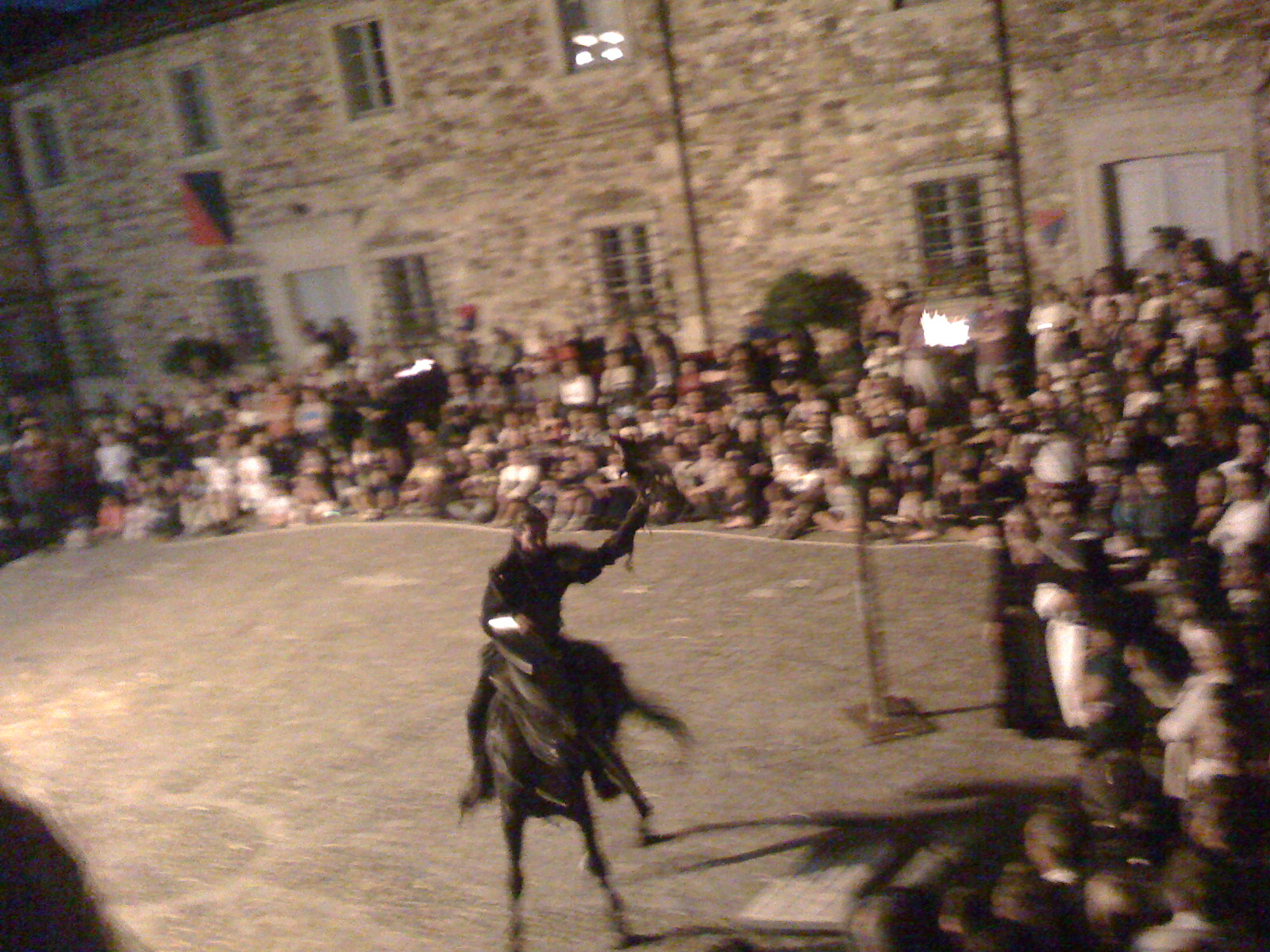
Il falconiere è impegnato in un momento di spettacolo durante una Giornata Medioevale del 2009

- Randazzo

## Sport

### Calcio
L'A.S.D. A.C. Monte Cerignone Valconca è la squadra di calcio del paese e milita in 2ª Categoria, Girone A Marche. I colori sociali della divisa sono il Giallo e il Verde.